# Immeuble du 24 rue du Camp-Ferme à Falaise
L'immeuble du 24 rue du Camp-Ferme est un édifice situé à Falaise, dans le département français du Calvados, en France.

## Localisation
Le monument est situé 24 rue du Camp-Ferme.

## Historique
L'immeuble est daté du XVIIe siècle, qui est l'époque de l'essor de la foire de Guibray.
Les façades et les toitures du pavillon ainsi que la tourelle d'angle de l'édifice sont inscrits au titre des Monuments historiques depuis le 8 mai 1973.